# Alice z Vergy
Alice z Vergy (francouzsky Alix de Vergy, 1182–1251) byla burgundská vévodkyně a regentka.
Roku 1199 se stala druhou manželkou rozvedeného burgundského vévody Oda III. Svatba měla zažehnat majetkové spory s Aliciným otcem a Odonovi přinést vytoužené potomstvo. Mladá choť dala vévodovi syna a tři dcery.
Když Odo roku v červnu 1218 zemřel, bylo jeho dědici Hugovi teprve pět let. Regentkou se na příštích deset let stala Alice. Zemřela v požehnaném věku zřejmě v únoru či březnu 1251 a byla pohřbena po manželově boku v rodovém pohřebišti v Kapli vévodů klášterního kostela v Citeaux. Je pravděpodobně zobrazena na svorníku dnes uloženém v depozitáří místního muzea v Reulle-Vergy a také je jednou z novodobých soch na zvonici dijonské katedrály.